# Autry-Issards
 Autry-Issards  là một xã ở tỉnh Allier thuộc miền trung nước Pháp.